# Tanis
Pour les articles homonymes, voir Tanis (homonymie).
Tanis est le nom grec de l’antique cité de Djanet (Djâni en copte), et aujourd'hui un important site archéologique du nord-est de l'Égypte, sur la branche tanitique du Nil. La première étude de Tanis date de 1798 et de l'expédition de Bonaparte en Égypte. L'ingénieur Pierre Jacotin en dressa le plan qui fut publié dans la Description de l'Égypte. Tanis a été fouillée en 1825 par Jean-Jacques Rifaud, qui y trouva les deux sphinx en granite rose du musée du Louvre, puis par Auguste Mariette entre 1860 et 1864, puis par William Matthew Flinders Petrie de 1883 à 1886. Les travaux ont été repris par Pierre Montet de 1929 à 1956. La Mission française des fouilles de Tanis (MFFT) étudie le site depuis 1965, sous la direction de Jean Yoyotte, puis de Philippe Brissaud, et enfin de François Leclère depuis 2013. 
Le visage de l’antique capitale apparaît peu à peu, sortant des brumes d’un site longtemps considéré comme peu intéressant par les égyptologues, ne présentant que peu de vestiges monumentaux, au contraire des sites proches du Caire ou de ceux, en bien meilleur état, de la Haute-Égypte. La découverte des tombes royales par Pierre Montet en 1939 changea la donne. Les travaux et études effectués depuis 1985 ont permis de formuler l’hypothèse que Tanis avait été conçue d’emblée par ses fondateurs comme une Thèbes du Nord.
On distingue encore aujourd’hui les principales parties du temple, grâce à la présence de ces grands obélisques qui marquaient les différents pylônes comme dans d’autres temples. Tous tombés au sol et couchés dans une direction unique, ils semblent avoir été abattus par un violent tremblement de terre durant l’époque byzantine. Ces obélisques forment d’ailleurs l’un des aspects les plus spectaculaires du site. Les archéologues en ont compté plus d’une vingtaine. L'accumulation de vestiges de différentes époques participa à la confusion des premiers archéologues, qui virent en Tanis la ville des temps bibliques dans laquelle les Hébreux auraient subi l’esclavage de pharaon. Pierre Montet, en inaugurant ses grandes campagnes de fouilles dans les années 1930, partait du même postulat, espérant ainsi découvrir des traces qui confirmeraient les récits de l’Ancien Testament. Ses fouilles allaient peu à peu infirmer cette hypothèse, même s'il en fut jusqu’à la fin le défenseur convaincu. Il fallut attendre la découverte de Qantir/Pi-Ramsès et la reprise des fouilles pour que la place de Tanis soit enfin restituée dans la longue chronologie des sites du delta.

## Histoire
La ville a longtemps été considérée comme la capitale de l'Égypte sous Ramsès II. Il n'en est rien, même si certaines traces le laissent paraître, notamment les innombrables blocs inscrits aux noms du célèbre pharaon. 
Mais Tanis est surtout connue pour les trésors funéraires issus de la nécropole royale des rois tanites de la XXIe dynastie (tombes de Psousennès Ier, d'Amenemopet, du général Oundjebaoundjed) et de la XXIIe dynastie (sarcophage intact de Sheshonq II, caveaux violés de Takélot Ier, Osorkon II, Sheshonq III et Pami). L'ensemble découvert entre 1939 et 1946 par la mission Montet représente le trésor royal le mieux conservé d'Égypte après celui de Toutânkhamon.

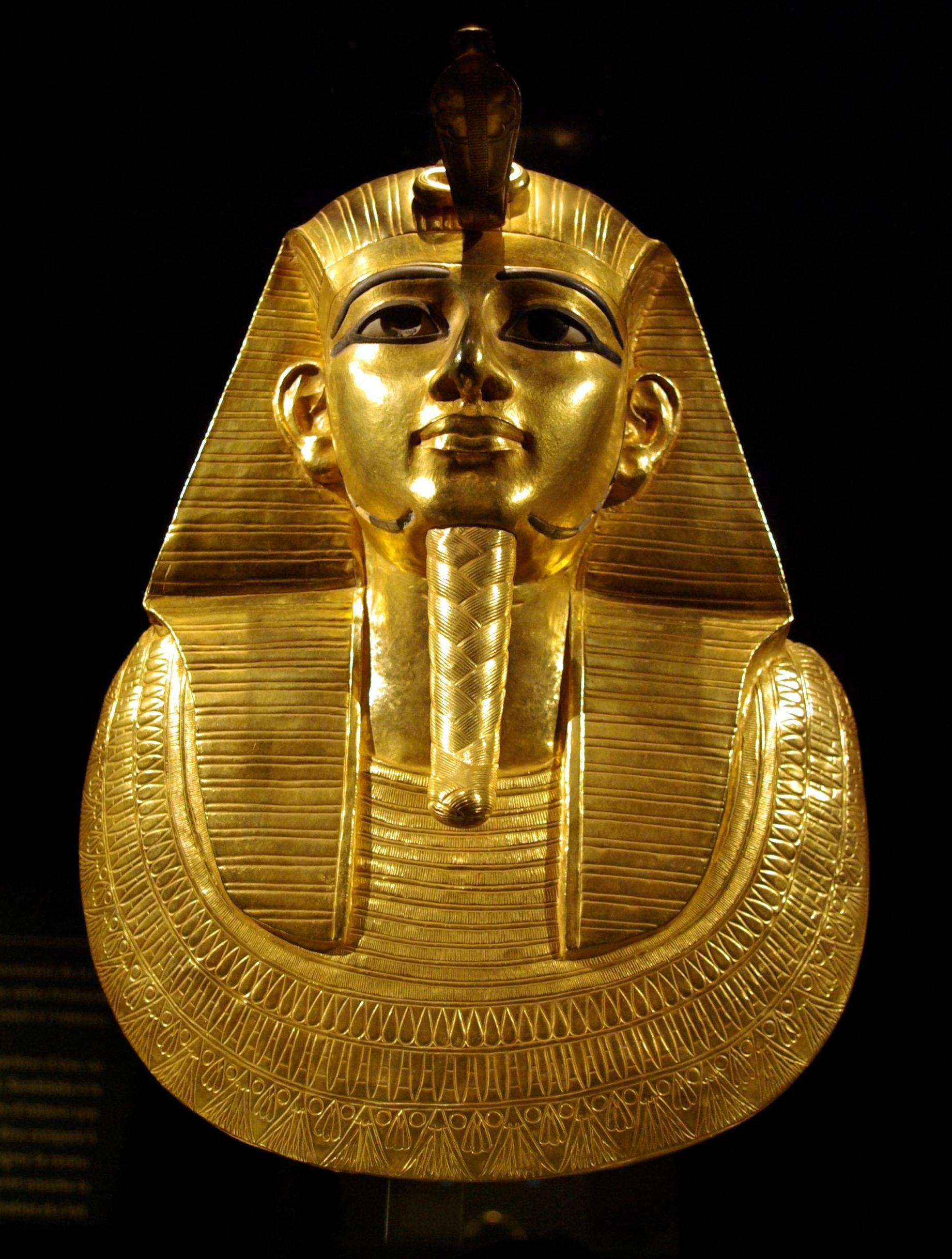
Masque funéraire de Psousennès Ier provenant de sa tombe à Tanis.

En réalité, les Tanites voulaient reconstituer la capitale du Sud, Thèbes, dans le delta du Nil, une copie en quelque sorte. Mais la ville n'attint jamais la splendeur thébaine. 
À l'époque grecque, les souverains lagides embellirent la cité, qui devait être déjà un véritable musée en plein air tant elle comprenait de monuments déménagés, littéralement recomposés des anciens temples précédents sur le site ou importés des anciennes villes pharaoniques, y compris de sites des environs du Caire. C'est de Tanis que proviennent un grand nombre des statues et de colonnes qui ornent les collections des grands musées, y compris du Musée du Caire, comme les fameux sphinx d'Amenemhat III de la XIIe dynastie, dont l'aspect léonin est si singulier.
La cité conserva de l'importance jusqu'à l'époque romaine. Lors de la période byzantine, elle devint le siège d'un évêché. Avec la conquête arabe, elle tomba dans l'oubli comme les autres cités du delta oriental. Victime du même sort que la ville de Ramsès, ses monuments de pierre disparurent sous les coups des carriers et des chaufourniers.
Aujourd'hui, il n'en reste que des ruines, dont celles d'un temple d'Amon avec des obélisques et des statues, ainsi que la nécropole royale et le temple de Mout.

### Tanis, nouvelle capitale et nécropole royale

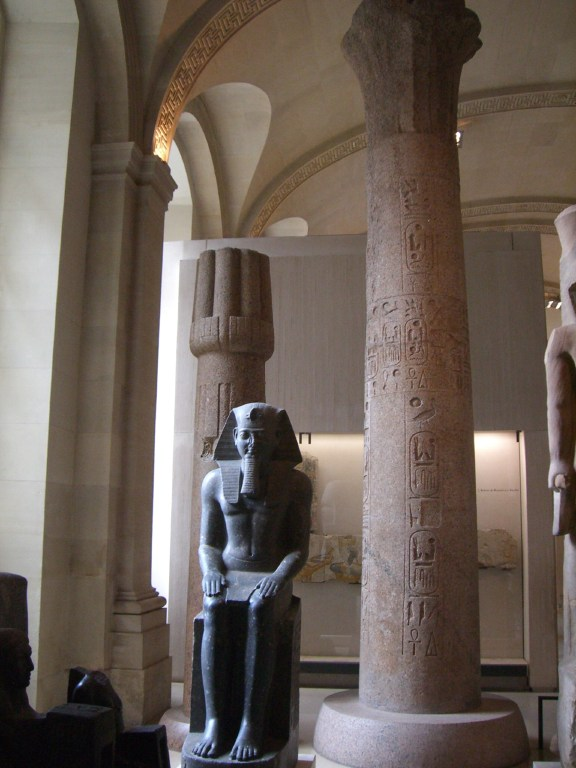
Colonne palmiforme et statue de Ramsès II provenant de Tanis - Musée du Louvre.

Les fouilles récentes effectuées à Tanis donnent une vision plus claire de la cité antique, qui vécut au rythme des vicissitudes de l'histoire de la Troisième Période intermédiaire puis de la Basse Époque.  
Le temple d'Amon était orné de dix obélisques, placés par paires ou bien par groupe. Le téménos comportait un lac sacré et la nécropole royale qui fut utilisée par les pharaons des XXIe et XXIIe dynasties. Un téménos consacré à Mout se trouve au sud-ouest de celui d'Amon, développé selon un axe perpendiculaire.
Le temple consacré à Amon fut fondé au début de la XXIe dynastie. Des traces repérées sur le site suggèrent que la ville apparut à la charnière des XXe et XXIe dynasties. Ce grand temple ne cessa d'être modifié par les souverains des dynasties suivantes, à l'instar du temple d'Amon-Rê de Karnak.
À la suite de ces réaménagements, le temple, orienté est, occupe actuellement le centre de l'enceinte ptolémaïque, alors qu'initialement, l'enceinte de Psousennès, plus petite, le longeait par son mur sud. S'étendant sur une longueur de près de 400 mètres pour une façade de 100 mètres de largeur, il ouvrait à l'ouest par la Porte Monumentale, édifiée en granit par Sheshonq III, encadrée de colosses et statues royales. Elle desservait une avant-cour précédant un premier pylône édifié par Osorkon II et doté, à une date inconnue, d'une paire d'obélisques. Dans cette avant-cour, une colonnade palmiforme formait un kiosque monumental. Ces colonnes monolithes sont probablement des remplois de l'Ancien Empire comme les autres colonnes retrouvées à Tanis dans le temple de l'Est et celui de Mout. En effet, la capitale fut construite à l'aide de blocs, éléments architecturaux et statues provenant principalement de Pi-Ramsès. La grande porte de Sheshonq III est constituée de blocs parfois colossaux qui portent les décors originaux ayant appartenu aux temples de la capitale des XIXe et XXe dynasties.

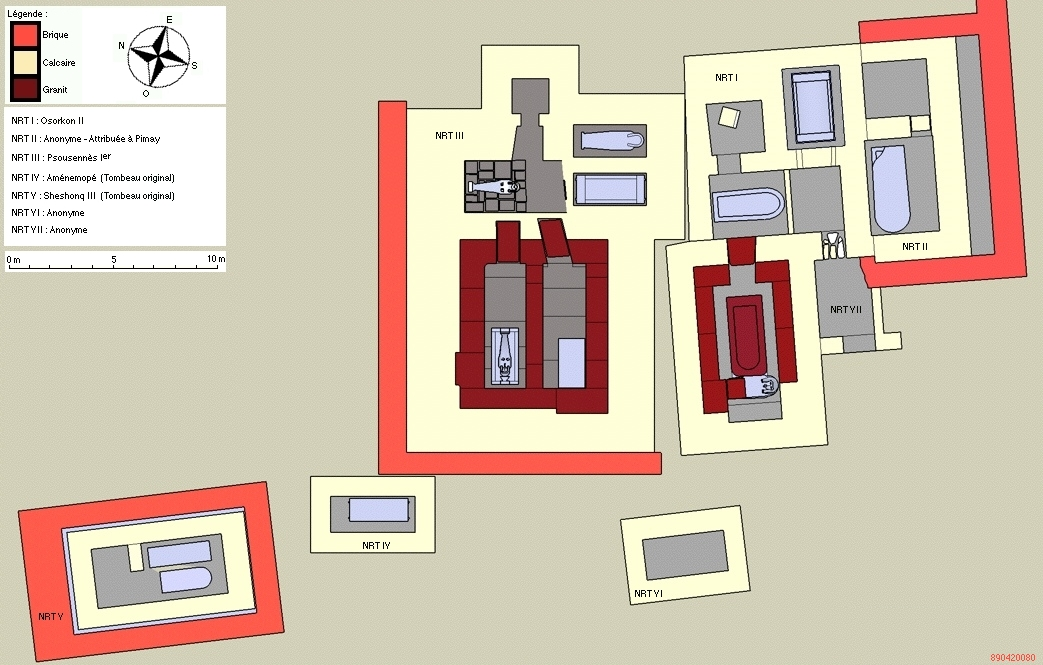
Plan de la nécropole royale de Tanis.

L'emplacement des tombes royales juste au sud de l'avant-cour marquait un déplacement de la nécropole royale au cœur du temple dynastique. Ce choix signe une période nouvelle pour les dynasties royales qui se succéderont alors en Égypte. En effet, l'abandon de Thèbes dès la XXIe dynastie comme nécropole royale officielle achevait de tourner la page du Nouvel Empire et de l'ère ramesside qui s'était vue plongée dans un chaos et une insécurité telle que les prêtres d'Amon eux-mêmes sous le pontificat des grands prêtres Hérihor et Pinedjem cachèrent les dépouilles royales en deux endroits différents, attestant que dès cette époque les trésors royaux avaient été pillés.  
La royauté s'était définitivement fixée au cœur du delta du Nil, déjà à Pi-Ramsès aux deux précédentes dynasties, et lorsqu'elle fut revendiquée par Smendès se réclamant de la succession du dernier des Ramsès, le choix fut fait de fonder une nouvelle capitale qui comprendrait en son cœur la nécropole royale, gage d'une sécurité recouvrée.
À dater de cette époque les tombes royales seront systématiquement installées dans les temples des différentes capitales qui se succédèrent, et en cela les Ptolémées poursuivirent mais cette fois à Alexandrie, l'exemple des pharaons.
La découverte des tombes des XXIe et XXIIe dynasties confirmait d'une part les textes anciens qui attestent l'existence d'une nécropole royale également à Saïs. Mais elle éclaire aussi d'un jour nouveau cette période, qui par bien des égards est la digne héritière de l'époque ramesside, bien que cet héritage fût réutilisé en grande partie par les nouveaux monarques.
En effet, les tombes et tous les autres monuments du site comportent des blocs au nom de Ramsès II et de ses successeurs, qui furent débités et retaillés pour former les parois de nouvelles constructions décorées pour les nouveaux souverains. De même la plupart des obélisques viennent de la ville des Ramsès.

### La Thèbes du Nord

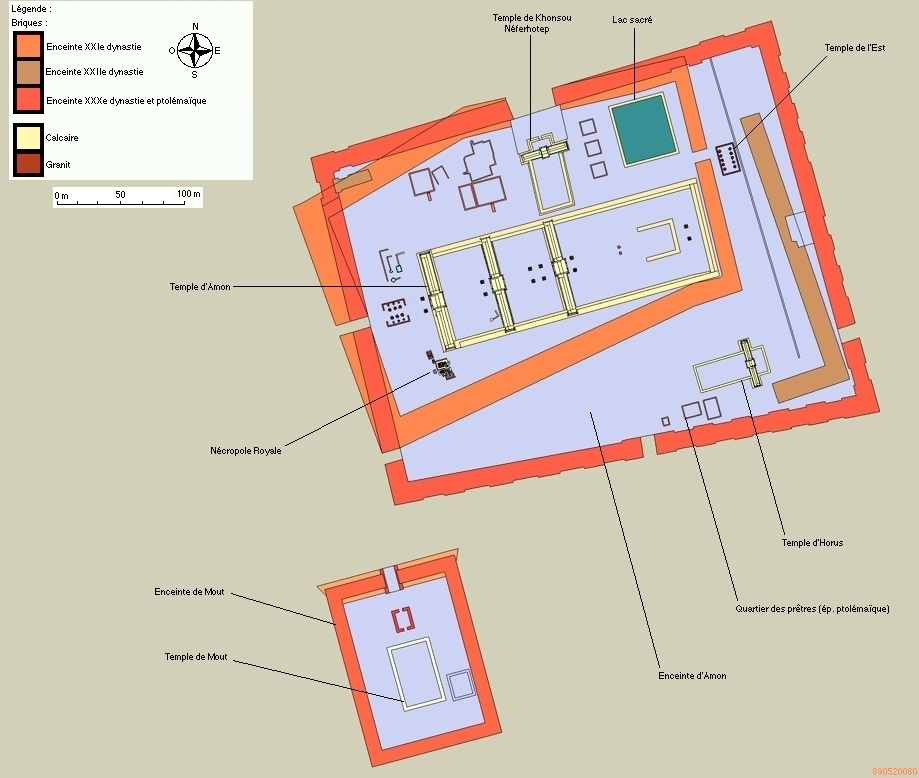
Plan de l'enceinte d'Amon et de l'enceinte de Mout à Tanis.

Le visage de l'antique capitale apparaît peu à peu, sortant des brumes d'un site longtemps considéré comme ingrat par les égyptologues, ne présentant que peu de vestiges au contraire des sites proches du Caire ou de ceux, en bien meilleur état, de la Haute-Égypte. La découverte des tombes royales changea quelque peu la donne. Les travaux et les études effectués depuis ont permis de formuler l'hypothèse que Tanis avait été conçue d'emblée par ses fondateurs comme une Thèbes du Nord.
En premier lieu, le grand temple d'Amon a révélé ses proportions, et un plan s'apparentant à celui de Karnak dépassait en taille celui de Louxor.
Au-delà du premier pylône d'Osorkon II se trouvait une deuxième cour où se dressaient de grands colosses et à nouveau une paire d'obélisques, précédant un deuxième pylône que l'on date du pharaon Siamon de la XXIe dynastie. C’est dans cette cour que Auguste Mariette trouva en 1863 les sphinx à tête de lion et à masque humain. Datés par leur style du règne d’Amenemhat III, ils ont été réutilisés et réinscrits aux noms de Ramsès II puis de Mérenptah, avant d’être réinstallés à Tanis par Psousennès Ier. Pour l’occasion, le roi tanite fait graver ces sculptures déjà très anciennes à son nom qu’il place sur le torse des sphinx-lions. Ces remarquables exemples de la statuaire du Moyen Empire sont exposés au Musée du Caire.
Enfin, un troisième pylône ouvrant sur le temple ne comportait pas moins de quatre obélisques et donnait sur un second axe, cette fois nord-sud, marquant l'emplacement d'un temple dédié à Khonsou-Néferhotep, l'enfant divin de la triade amonienne et qui daterait pour l'essentiel dans son dernier état de l'époque de Nectanébo Ier de la XXXe dynastie. 
Les fouilles effectuées par Pierre Montet à partir de 1928, puis par Jean Yoyotte et Philippe Brissaud à partir de 1965, ont révélé que le bâtiment, orienté nord-sud, était bâti en calcaire et reposait sur des fondations de briques qui délimitent le périmètre consacré. L’étude des fondations a permis d’identifier un certain nombre de fosses, contenant des restes d’offrandes alimentaires et de petits objets rituels complétant probablement des dépôts de fondation,,. 
Parmi les découvertes faites dans les ruines du temple, une statue d’un babouin cynocéphale et les fragments d’une seconde statue, inscrites au nom de Psousennès Ier, révèlent que le sanctuaire était déjà en fonction sous ce roi. On notera par ailleurs qu’à Karnak, le temple de Khonsou, dont les dimensions sont comparables à celui de Tanis, une statue intacte d’un tel babouin faisant face au reste d’une seconde statue disparue, est toujours en place dans la salle hypostyle du petit temple, modèle de celui de Tanis. Non loin de ce dernier se trouve le lac sacré du domaine d’Amon. 
Découvert et fouillé sur la même période que le temple de Khonsou, le lac fut édifié ou reconstruit à la XXXe dynastie. Les quais qui le forment sont bâtis, comme souvent à Tanis, avec des blocs remployés de monuments antérieurs. Fragments de colonnes et de chapiteaux de différents styles, morceaux de corniches, de tores d'angles, blocs décorés de reliefs, tout un ensemble épigraphique précieux est ainsi exhumé des murs du lac.

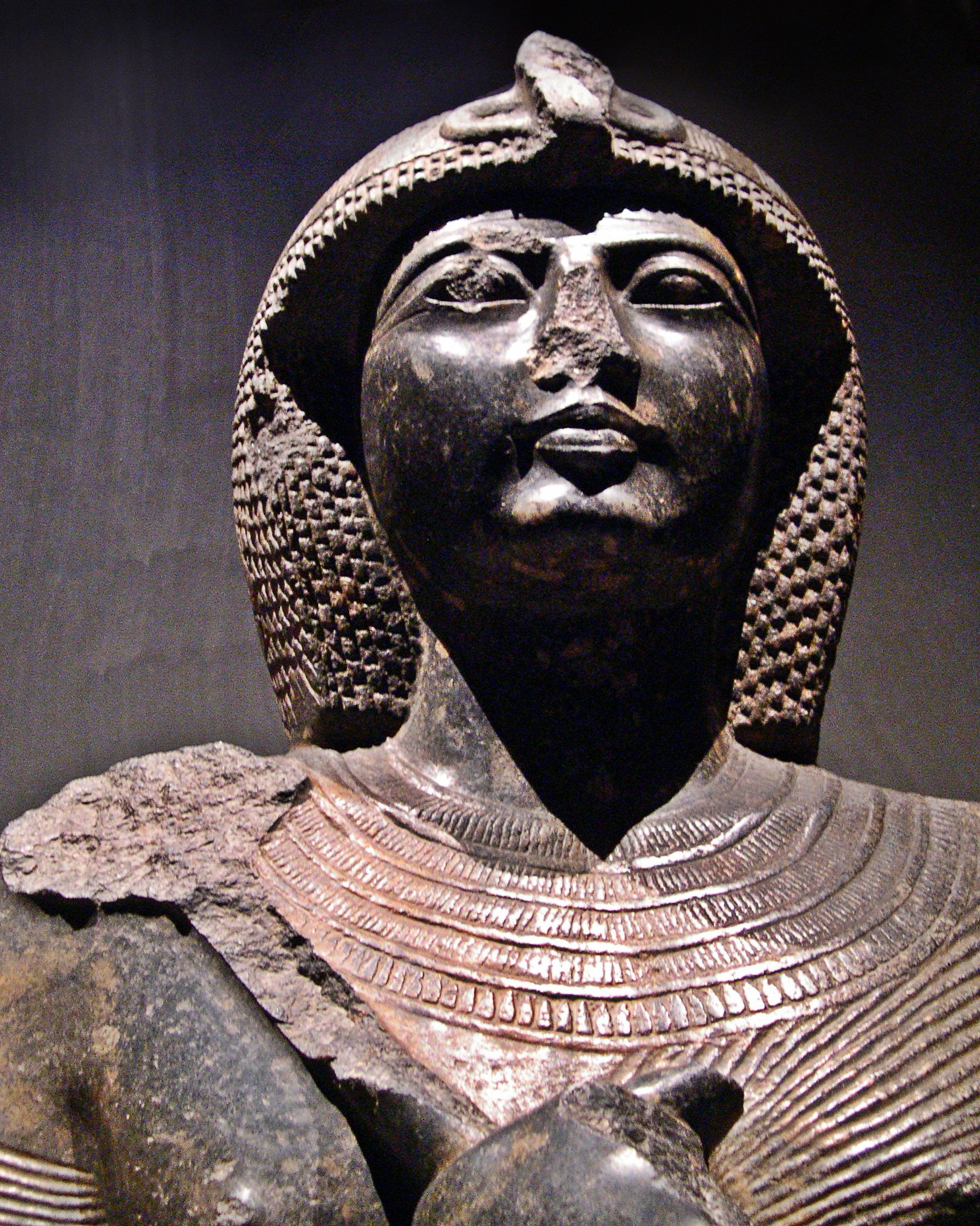
Statue de Ramsès II provenant de Tanis - Musée égyptien du Caire.

Ces vestiges de temples tanites jusque-là inconnus, sont constitués de remplois d'autres monuments anciens, certains remontant au Moyen Empire, d'autres au Nouvel Empire ou à des périodes plus proches de la date de leur utilisation pour le lac sacré. Ce sont notamment deux monuments qui retiennent l'attention tant par la quantité de blocs retrouvés que par la qualité des reliefs qu'ils portaient. Ils révèlent l'existence d'un sanctuaire datant de Sheshonq V ainsi qu’un autre datant du règne de Psammétique Ier de la XXVIe dynastie. L’étude de ces blocs attestent de l’existence d’édifices jubilaires à Tanis, dont l’emplacement reste pour le moment inconnu.
Le temple d'Amon continuait vers l'est, longeant le lac sacré, et accédait au sanctuaire à proprement parler, dont seules les fondations et quelques assises sont parvenues jusqu'à nous. Accolés au mur d’enceinte en calcaire clôturant le sanctuaire, mur édifié ou reconstruit par Nectanébo Ier, deux autres obélisques marquaient l'emplacement d'un contre-temple consacré certainement au dieu sous sa forme solaire d'Amon-Rê, comme à Karnak.
À l’instar de beaucoup de sites de Basse-Égypte, la ville de Tanis servit de carrière aux siècles qui suivirent la période romaine. Ainsi, presque tous les bâtiments construits en calcaire ont disparu dans les fours à chaux ou pour la construction de nouveaux édifices. Un certain nombre de fours à chaux furent installés sur le site même du temple de Khonsou, à la fin de l’Antiquité ou au Moyen Âge, livrant de grandes quantités de pierre calcaire réduites à l’état de fragments. C’est le signe d’une activité intense des carriers et autres récupérateurs de ce matériau de choix, rare dans cette région du delta. Seuls les blocs de granit ou de quartzite restèrent sur place car inutilisables.
Au-delà de cette partie du temple, datée pour l'essentiel de son fondateur Psousennès Ier, qui édifia la première enceinte en briques crues, il existait un temple édifié à l’extérieur de l’enceinte. Il comportait lui aussi une cour avec un kiosque ou une salle à colonnes monolithes palmiformes en granit, datées de l’Ancien Empire, réutilisées par Ramsès II probablement à Pi-Ramsès, puis déménagées là et réinscrites aux cartouches d'Osorkon II, fondateur de cet édifice dont la nature nous échappe encore. Ce « temple de l'Est » fait actuellement l'objet d'un projet d'anastylose, qui permettrait de restituer quelque peu son aspect monumental dans le cadre du développement touristique du site.
Non loin au sud de cette zone et ouvrant à l'est également, se trouve un temple consacré à Horus qui daterait au moins de Siamon. Il était donc, lui aussi, à l'époque de sa fondation, à l'extérieur de l'enceinte d'Amon. À la XXXe dynastie, ces deux sanctuaires sont inclus au périmètre du grand temple d’Amon, lorsque Nectanébo reconstruit l'enceinte, l'agrandissant considérablement, comme il l’avait fait pour Karnak à Thèbes.

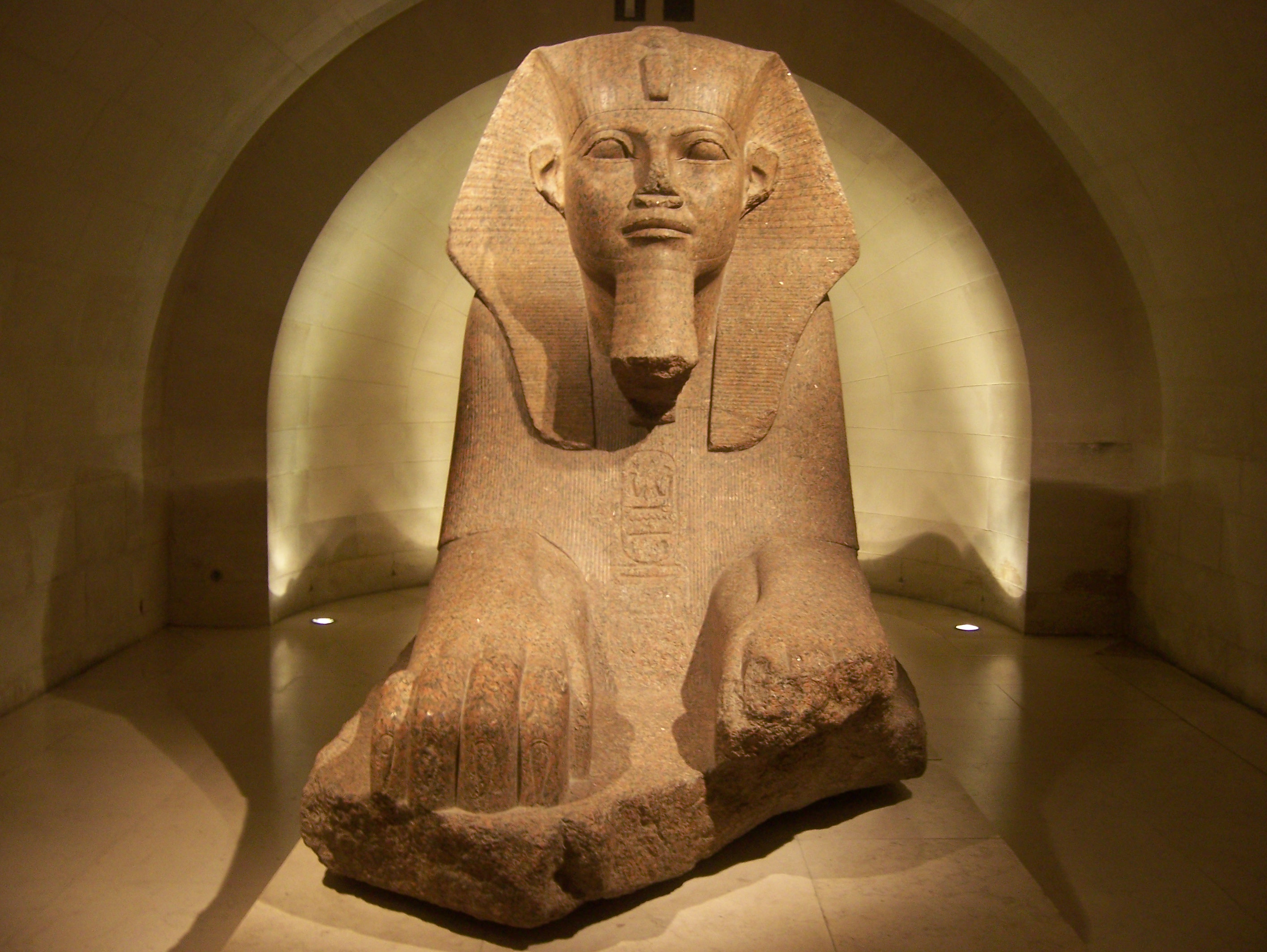
Grand sphinx de Tanis portant les cartouches de Sheshonq Ier - Musée du Louvre.

Plus au sud du tell principal qui recouvre la ville antique, des fouilles récentes ont révélé une autre enceinte dont il ne reste que les fondations. L’ensemble a été fouillé et a démontré que ce temple fut complètement rasé jusqu'à ses fondations à une époque et pour des raisons imprécises. Tout au plus peut-on certifier que la destruction de ce sanctuaire s’est produite dans l’Antiquité car par la suite la ville, qui ne cessa d’être habitée, a peu à peu recouvert ces vestiges et en a effacé le souvenir. On y a notamment découvert une statue insolite d'un chanteur d'Amon d'Opé assis sur le côté dont seule la partie inférieure est conservée avec son socle et inscriptions.
Cette nouvelle enceinte a permis de mieux comprendre le plan de Tanis et de confirmer que la capitale offrait vraiment un aspect comparable à celui de Thèbes de Haute-Égypte. Deux ensembles religieux reliés entre eux en forment le schéma directeur.
L’étude des vestiges contenus dans la nouvelle enceinte, a révélé qu'un culte à Amon d'Opé y était rendu, à l'instar de Louxor pour l'Amon de Karnak. Le temple était probablement relié par une allée processionnelle au grand ensemble cultuel du nord composé de la grande enceinte comprenant le grand temple d’Amon avec son lac sacré et le temple de Khonsou, et juste au sud de cette enceinte celle du temple de Mout, dame d'Ishérou. 
Ce temple de Mout, que l’on qualifie aussi de Temple d’Anta, a été remanié ou reconstruit par Ptolémée IV. Une grande colonnade, édifiée à la XXVIe dynastie, précédait la grande porte qui ouvrait sur le Nord, comme pour le temple de Mout à Thèbes, dont une colonne est aujourd'hui exposée au Musée du Louvre. Cette porte monumentale date en revanche de Siamon de la XXIe dynastie, démontrant ainsi que dès sa conception Tanis a été pensée comme une Thèbes du Nord.
La cité était la capitale dynastique de l'époque comme Thèbes fut celle des dynasties précédentes. Des processions semblables à la grande fête d'Opet devaient être menées par le roi et son épouse, perpétuant ainsi les cultes traditionnels. Les pharaons de Tanis montraient ainsi qu'ils occupaient légitimement le trône de leurs ancêtres prestigieux.

### Tanis, métropole religieuse de la Basse Époque

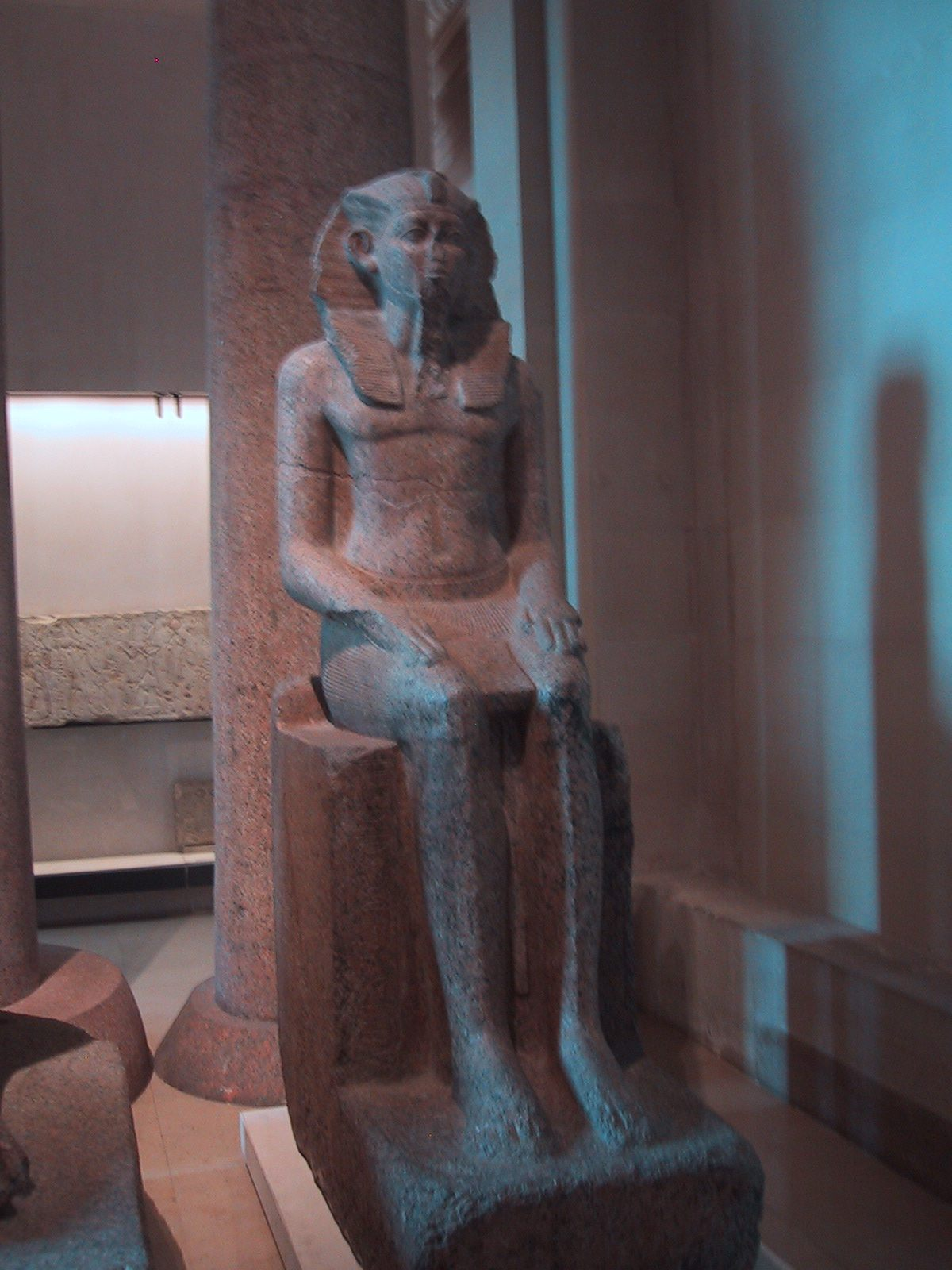
Statue de Sobekhotep IV trouvée à Tanis - Musée du Louvre.

Avec les dernières dynasties et les Lagides, la cité eut à subir les troubles des invasions nubiennes, assyriennes puis perses avant de tomber sous la férule des rois macédoniens. C’est probablement pendant cette période chaotique, notamment pour les villes du delta, que le temple d’Amon d’Opé a été rasé. Cette destruction marque un nouveau développement de la cité qui se recentre autour de la grande enceinte nord qui est rebâtie sous les Nectanébo. Un autre temple dédié à l'Horus de Mesen est édifié à proximité de l'enceinte d'Amon. Lui aussi comporte une grande colonnade dont dix colonnes monolithes en granit ont été identifiées. Ce culte rendu à Horus, dieu de la royauté par excellence, démontre que la cité conserva un rôle religieux important aux yeux des souverains qui régnèrent sur l’Égypte pendant un demi-millénaire précédant la conquête romaine.
Les rois lagides embellissent donc cette grande cité qui devait être déjà un véritable musée en plein air tant elle comprenait de monuments déménagés, littéralement recomposés des anciens temples précédents sur le site ou importés des anciennes villes pharaoniques, y compris de sites des environs du Caire et du Fayoum. C'est de Tanis que proviennent un grand nombre des statues et colonnes qui ornent les collections des grands musées, y compris du Musée égyptien du Caire, comme les fameux sphinx d'Amenemhat III de la XIIe dynastie, dont l'aspect léonin est si singulier. Dans l’enceinte d’Amon, tout un quartier artisanal s’installe au sud du grand temple, notamment sur les lieux mêmes de l’antique nécropole royale, l'enfouissant encore davantage sous les strates successives de la ville, et la préservant ainsi jusqu'à nos jours. 
En dégageant le secteur, les archéologues ont mis au jour des ateliers construits en briques crues. Ceux-ci ont livré un grand nombre de modèles de sculpteurs, appréciables par leur qualité, ainsi que des quantités d’amulettes et petites figurines prophylactiques. Ces indices prouvent que le site était toujours le siège d’une intense activité religieuse, qui donnait lieu à des pèlerinages au cours desquels la production de ces ateliers était vendue aux dévots venus rendre hommage aux dieux de Tanis. 
Ptolémée Ier fait édifier la grande porte est qui perce la partie orientale de l’enceinte de Nectanébo. Son fils et successeur Ptolémée II fait bâtir ou achever le temple d’Horus. Un quartier contemporain d’habitations de prêtres se forme à l’intérieur de l’enceinte, près de la porte sud. Une statue remarquable par sa qualité d'un grand prêtre tanite de cette période, nommé Panémérit, nous apporte un témoignage de la maîtrise des arts de la sculpture sous les Lagides. Ptolémée IV érige des stèles en l’honneur des dieux où il se fait figurer accompagné de son épouse Arsinoé III et fait reconstruire l’antique sanctuaire de Mout. Un des dépôts de fondation de ce remaniement est aujourd’hui exposé au Musée du Louvre.

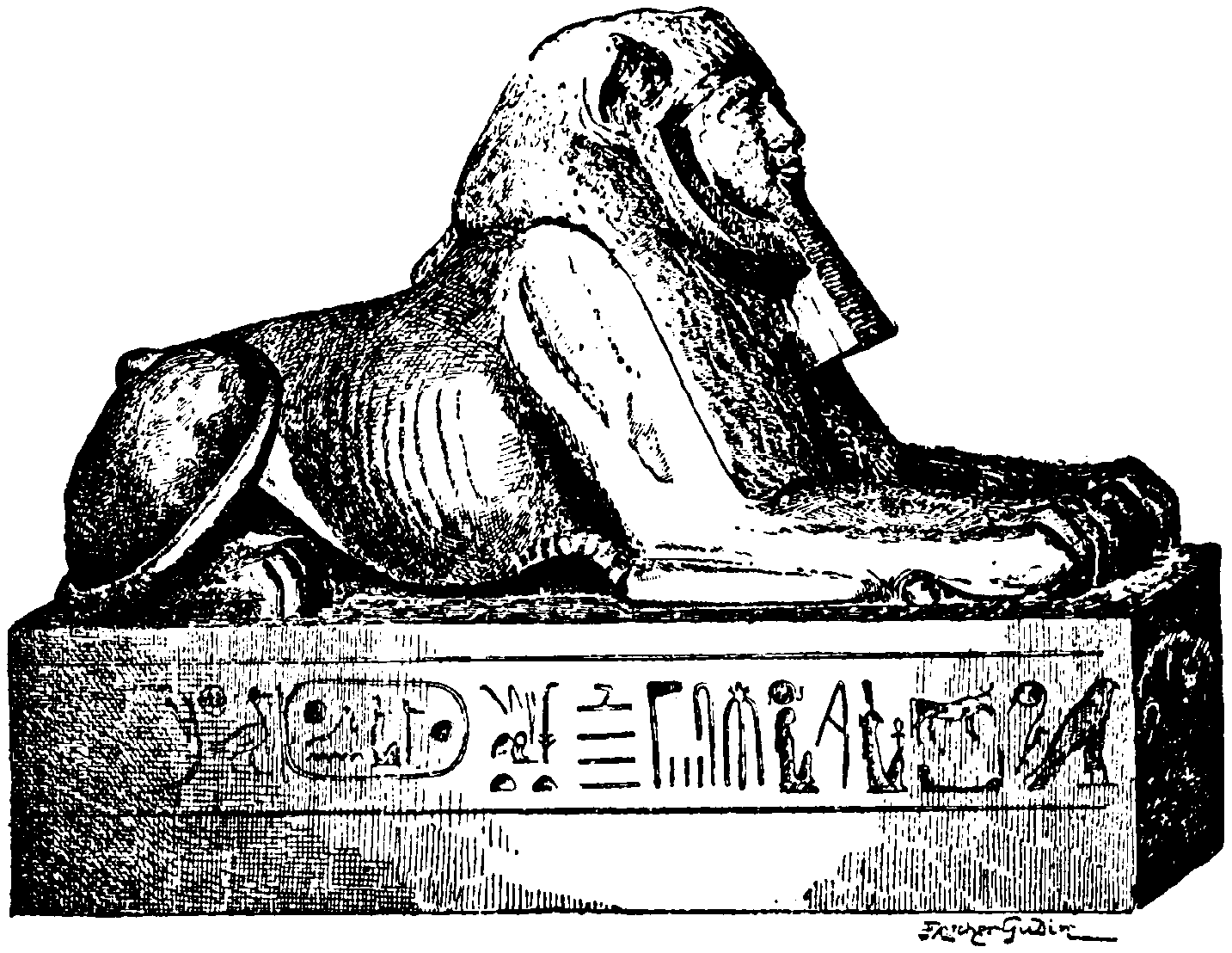
Un des sphinx daté du règne d'Amenemhat III découvert à Tanis.

La cité garde de l'importance jusqu'à l'époque romaine, puis est le siège d'un évêché à la période chrétienne pendant laquelle elle se nomme Djâni. Flavius Josèphe décrivant le monde dans lequel il vit au Ier siècle de notre ère, décrit la cité comme une bourgade encore importante. Sur une mosaïque de Doura Europos, représentant une carte du monde connu, la ville est figurée ceinte de remparts. Probablement qu'à cette époque les habitants s'étaient repliés au cœur de la cité derrière la formidable enceinte du vieux sanctuaire pharaonique.
Elle prend finalement le nom de Sân avec la conquête arabe, et tombe peu à peu dans l'oubli général dont ont souffert les cités du delta oriental. 
À Tanis, cette désaffection fut totale notamment à la suite de l'assèchement ou du déplacement du bras du fleuve qui jouxtait la ville, rendant son accès moins aisé et ses terres de moins en moins fertiles. Victime des mêmes calamités que subit en son temps la ville des Ramsès, elle disparaît sous les coups des carriers et de l'accumulation extraordinaire des différents niveaux continus d'occupation de la ville qui pendant plus de 1 500 ans la transformèrent en une haute colline dont l’essentiel reste encore à fouiller. C’est pourtant cet abandon complet, laissant la cité et ses temples enfouis dans une zone peu engageante et ingrate, qui permit aux premiers découvreurs du XIXe siècle puis aux égyptologues du XXe siècle de ressusciter l’antique capitale des XXIe et XXIIe dynasties et notamment la découverte de leur nécropole royale partiellement intacte.
La mission archéologique qui travaille sur place depuis le milieu des années 1960 est la Mission française des fouilles de Tanis (MFFT), créée pour faire suite à la Mission Montet qui travailla de 1929 à 1956. La Société française des fouilles de Tanis (SFFT) est une association privée de soutien initialement fondée pour aider la mission.

## Fouilles actuelles

### Le téménos d'Amon

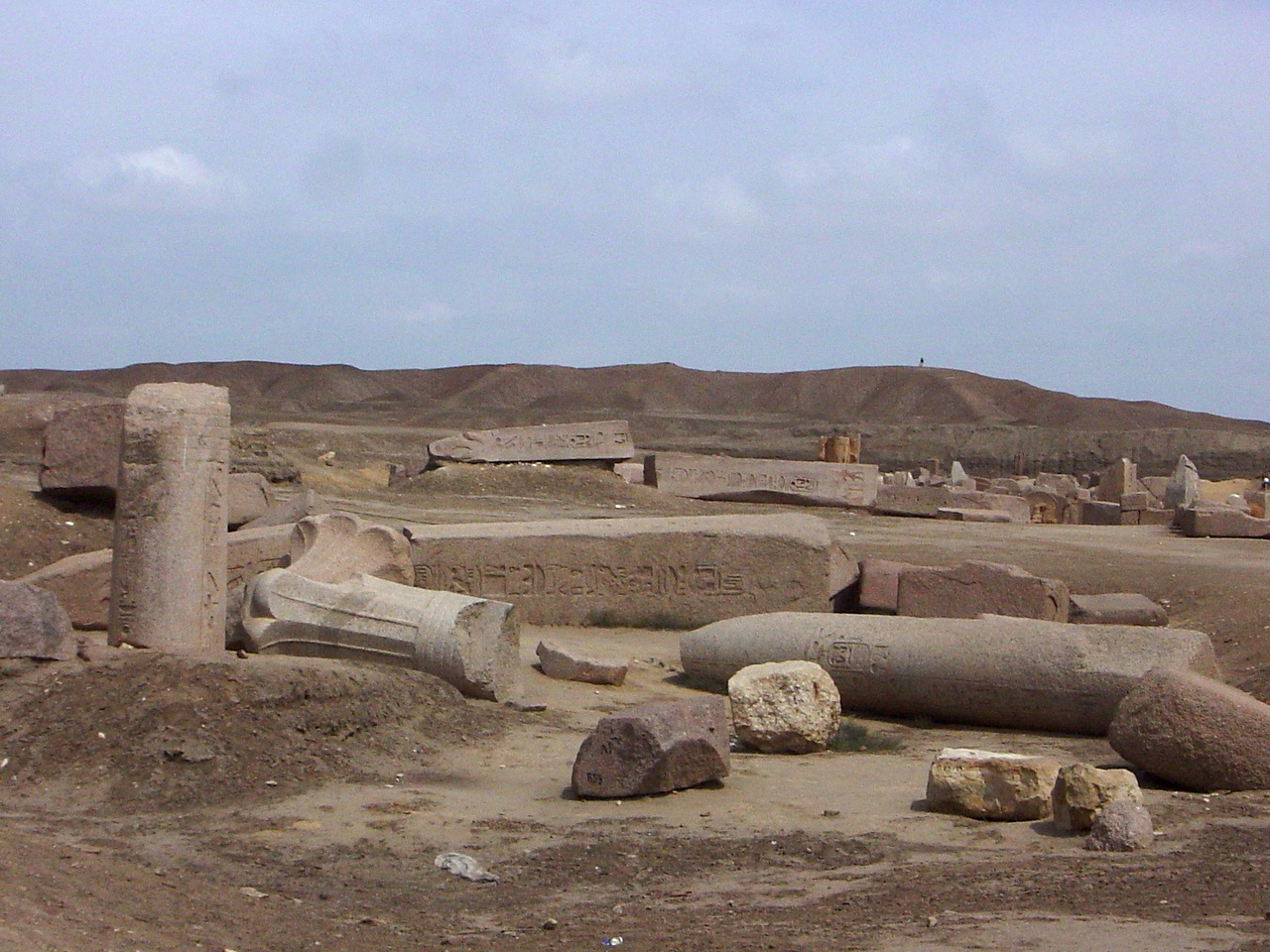
Ruines du grand temple d'Amon à Tanis.

On peut encore distinguer aujourd'hui les principales parties du temple grâce à la présence de ces grands obélisques qui marquaient les différents pylônes comme d'autres temples à caractère solaire. Tous tombés au sol et couchés suivant une direction unique, ils pourraient avoir été abattus par un violent tremblement de terre durant l'époque byzantine. Ils forment d'ailleurs l'un des aspects les plus spectaculaires du site de Tanis. Lepsius lors de sa visite du site en 1845 dénombra quatorze monolithes encore visibles sur le site du grand temple, relevant les cartouches le plus souvent de Ramsès II ou dans une moindre mesure ceux de Mérenptah. Depuis les archéologues en ont dénombré plus d'une vingtaine dont deux de taille respectable ont été transférés au Caire afin d'orner d'une part l'aéroport d'Héliopolis, d'autre part un jardin public sur l'île de Gezireh.
Cette accumulation de vestiges de différentes époques participa à la confusion des premiers archéologues, qui virent en Tanis la ville des temps bibliques dans laquelle les Hébreux auraient subi l'esclavage de pharaon. Pierre Montet, en inaugurant ses grandes campagnes de fouilles dans les années 1930, partait du même postulat, espérant ainsi découvrir des traces qui confirmeraient les récits de l'Ancien Testament. Ses fouilles allaient peu à peu infirmer cette hypothèse, même s'il en fut jusqu'à la fin le défenseur convaincu. Il fallut attendre la découverte de Qantir / Pi-Ramsès et la reprise des fouilles par la Mission française des fouilles de Tanis pour que la place de Tanis soit enfin restituée dans la longue chronologie des sites du delta.

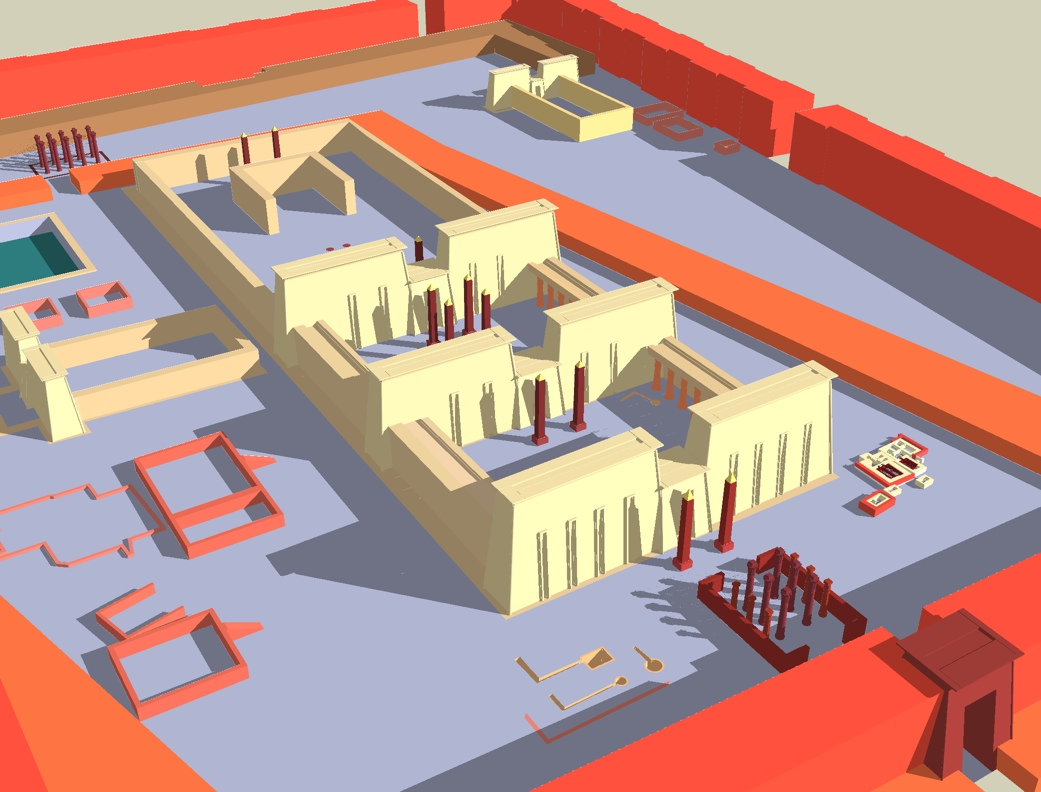
Proposition de restitution de l'enceinte d'Amon.

Le temple d'Amon fut progressivement doté de quatre puits monumentaux en calcaire, entre les XXIIe et XXXe dynasties. Remaniés plusieurs fois, ces puits fonctionnaient simultanément à la fin de leur histoire. Au-delà du premier pylône attribué à Osorkon II se trouvait une deuxième cour suivie d'une paire d'obélisques précédant un deuxième pylône dont la date de construction est inconnue. Enfin un troisième pylône ouvrait sur le sanctuaire lui-même. Il était précédé de quatre obélisques. À ce niveau aboutissait un axe nord-sud, marquant l'emplacement du temple attribué à Khonsou-Néferhotep, l'enfant divin de la triade amonienne et datable de l'époque de Nectanébo Ier de la XXXe dynastie. Le temple d'Amon continuait vers l'est. La zone traditionnellement dite du sanctuaire n'est plus qu'un chaos de blocs de granit remployés et utilisés pour la plupart en fondation. Comme dans tous les sites de Basse-Égypte ce temple servit de carrière aux siècles qui suivirent la période romaine. Ainsi, les bâtiments, construits en calcaire, disparurent dans les fours à chaux ou pour la construction de nouveaux édifices. Seuls les blocs de granit et autres pierres dures restèrent sur place car plus difficilement réutilisables. Cela explique l'aspect ingrat des sites du delta comparés aux sites de Haute-Égypte, construits majoritairement de grès et situés au cœur d'une région moins développée démographiquement.
Une paire d'obélisques marquait l'emplacement d'un « contre-temple » consacré certainement au dieu sous sa forme solaire d'Amon-Ré, comme à Karnak. Le temple était cependant clairement fermé à l'est par le double mur de clôture en calcaire délimitant le couloir mystérieux. Ces aménagements datent probablement de la période saïte et furent restaurés sous la XXXe dynastie par Nectanébo Ier. La zone était également close par l'enceinte de Psousennès Ier, formidable ouvrage de 27 mètres d'épaisseur, qui délimitait le téménos d'Amon sous les XXIe et XXIIe dynasties.

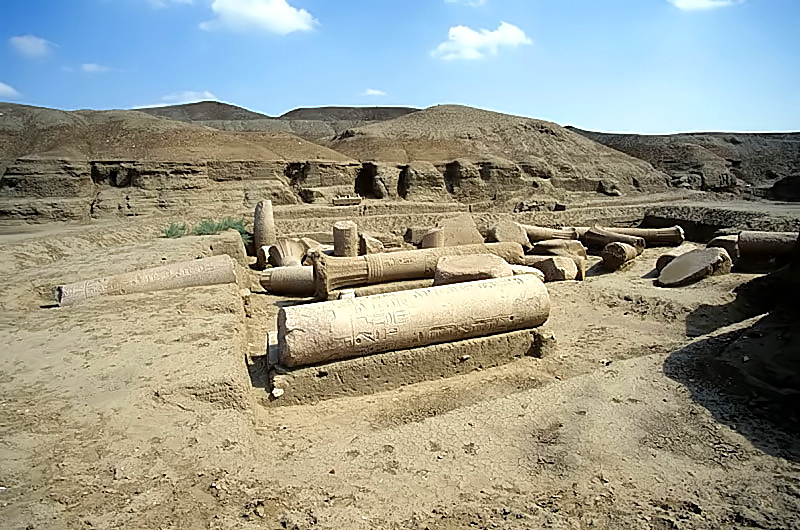
Ruines du « temple de l'Est » de l'enceinte d'Amon.

Deux autres enceintes furent ensuite construites. La première, probablement d'époque saïte, n'est connue que dans la partie est du site. La seconde, beaucoup plus vaste vers l'est et le sud, fut édifiée à l'époque ptolémaïque, peut-être sur un projet de la XXXe dynastie.
Ce téménos élargi engloba à l'est des installations très mal connues dont il subsiste un kiosque formé initialement de dix colonnes monolithes en granite. Fruit de la destruction violente du site, un bloc d'abaque fut retrouvé dans les niveaux byzantins au sommet de la colline dite du Gharib-Sân. Les colonnes, datables de l'Ancien Empire, furent réutilisées par Ramsès II, puis par Osorkon II. Il n'est pas possible d'établir que leur emplacement actuel est attribuable à ce souverain. L'anastylos de cette colonnade permettrait de restituer son aspect monumental dans le cadre du développement touristique du site.
À l'angle sud-est des deux enceintes tardives se trouve un temple consacré à Horus de Mesen. Le dernier état, actuellement visible, est daté de l'époque ptolémaïque. Divers indices archéologiques conduisent à penser qu'il existait un temple sous la XXXe dynastie. Il n'est pas à exclure qu'un premier temple fût construit dès la période saïte. Sous sa dernière forme, il s'ouvrait vers l'est, via un dromos de calcaire aboutissant à une porte monumentale datée par ses dépôts de fondation du règne de Ptolémée Ier. Deux lions couchés en granite protégeaient sa façade à l'est.

### Le téménos de Mout
Le temple de Mout constitue désormais le terrain principal de l'actuel plan quadriennal de la mission. Entre 2001 et 2006, la mission s'est penchée de ce secteur, dans le cadre d'un programme de maîtrise du ruissellement des eaux de pluie et du retrait des déblais anciens et des terrains d'accumulation naturelle qui défiguraient l'ensemble du téménos de Mout. Cette zone est très prometteuse sur le plan archéologique, pour comprendre les modalités d'insertion d'un espace cultuel dans le tissu urbain, de la XXIe dynastie à la fin de l'époque romaine. Son étude bénéficie de tout l'acquis problématique des campagnes écoulées. Les fouilles menées depuis 2005 ont montré que la connexion des secteurs des téménos d'Amon et de Mout via la petite porte sud-ouest est nettement plus récente que l'enceinte ptolémaïque elle-même. Dans le domaine de Mout, une troisième enceinte inconnue, probablement saïte, a été découverte sous les segments nord et sud de l'enceinte ptolémaïque. L'enceinte de Siamon présente une forme très curieuse à l'angle nord-ouest. Peut-être son emprise sur le terrain est-elle plus vaste vers l'ouest et le sud.
Le temple dégagé par Pierre Montet a été daté de Ptolémée IV grâce à des dépôts de fondation. Son histoire semble en fait avoir connu deux ou trois phases différentes, dont l'une est liée à un imposant défoncement du terrain plus au sud. Il n'est pas fondé, comme le pensait son découvreur, sur la gezirah, mais sur le sable de remplissage de la fosse de fondation d'un temple plus ancien et beaucoup plus vaste, puisque sa limite sud n'est qu'à une dizaine de mètres des enceintes saïte et ptolémaïque. Taillée dans des terrains de la Troisième Période intermédiaire postérieurs ou non à la construction de l'enceinte de Siamon, la fosse correspond à un état du temple (saïte ?) antérieur à la période hellénistique. Dans la partie nord, deux phases d'aménagement correspondant à la Troisième Période intermédiaire ont été mises en évidence. Le développement vers le sud de ces états est inconnu, oblitéré par les restructurations ultérieures. Le nettoyage presque complet des abords du temple ptolémaïque a montré qu'il n'existe quasiment aucune poche de gravats calcaires pouvant être mise en rapport avec les entreprises de récupération de matériaux par les chaufourniers byzantins. Il est probable que la maçonnerie de pierre avait été récupérée antérieurement, dans un cadre de récupération systématique évoquant la situation des parties antérieure et postérieure du temple d'Amon.
En octobre 2009, à une profondeur de douze mètres sous la surface du sol, dans la partie ouest du téménos, la MFFT a mis au jour par son angle sud-ouest l'arase du lac sacré du temple de Mout. Sa découverte confirme l'hypothèse de la similitude de conception entre Tanis et Thèbes. La maçonnerie de calcaire correspond à de nombreux blocs réutilisés portant des décors d'une remarquable qualité. En l'état actuel, le bâtiment est datable des XXVe et XXVIe dynasties.
Le secteur de la rive sud du lac a vu se développer quatre puits monumentaux en calcaire. Deux se présentent comme des margelles cylindriques, les deux autres ne sont actuellement connus que par une partie de deux escaliers couverts.

### L'ensemble du Tell San el-Hagar

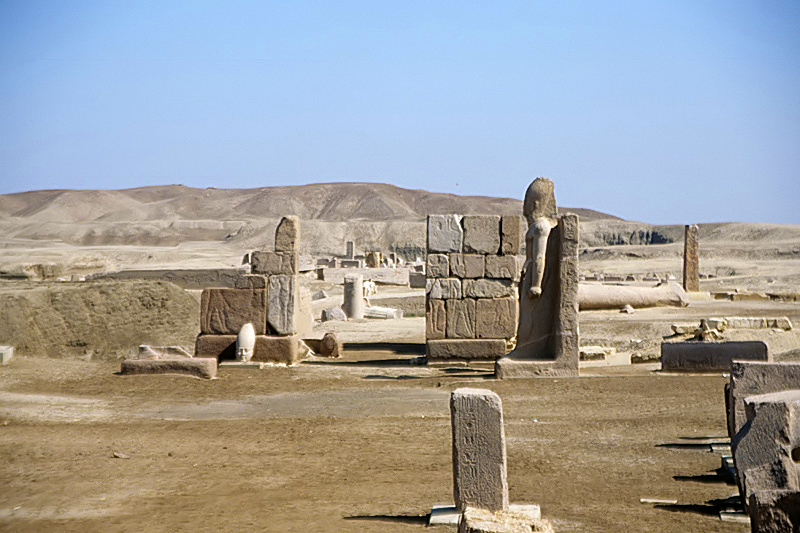
L'entrée actuelle du site et du téménos d'Amon avec en arrière-plan le tell de Tanis.

Le tell est constitué par une série de chaînes de collines s'étendant sur trois kilomètres dans le sens nord-sud et sur un kilomètre et demi dans le sens est-ouest. Il est formé de terrains anthropiques installés sur le substrat géologique offert par la gezirah sableuse. Ces terrains peuvent atteindre trente mètres d'épaisseur. Ils ont été produits par l'installation au fil des siècles de constructions liées à l'évolution de la ville qui se sont développées en se superposant les unes aux autres. Les dernières étapes d'aménagement, abandonnées pendant près d'un millénaire et demi à l'action des éléments naturels, ont fini par prendre l'aspect des collines qui se présentent actuellement à nos regards.
À l'extrême sud du tell, dans la zone dite es Tulul el-Bed, un nouveau téménos a été découvert récemment. Il a révélé qu'un culte à Amon d'Ope y était rendu, à l'instar de Louxor pour l'Amon de Karnak, venant ainsi valider l'hypothèse d'une réplique de Thèbes. La cité était la capitale dynastique de l'époque, comme Thèbes le fut pour les dynasties précédentes. Des processions semblables à la Grande Fête d'Opet devaient être menées par le roi et son épouse, perpétuant ainsi les cultes traditionnels. Les pharaons de Tanis montraient ainsi qu'ils occupaient légitimement le trône de leurs prestigieux ancêtres.
Ce temple fut totalement rasé jusqu'à ses fondations vers le milieu de l'époque ptolémaïque. Il fut ensuite recouvert par la ville. On y a découvert une exceptionnelle statue d'un chef des chanteurs d'Amon d'Opé, assis sur le côté, mais dont seule la partie inférieure est conservée avec son socle inscrit.
Dans la partie centrale du tell, une zone paraît avoir subi une transformation radicale. Dévolue depuis la Troisième Période intermédiaire au développement du tissu urbain, elle a fourni l'espace nécessaire pour l'implantation d'un très vaste temple consacré à Horus de Mesen durant la période ptolémaïque. Son domaine a été entouré par une très grand enceinte de brique crue qui s'ouvrait vers l'est par une porte monumentale dont le calcaire a été totalement récupéré. Dans ses vestiges fut trouvée une statue de faucon en granit fracassée.
L'espace entre la porte et le temple fut occupé par une longue colonnade dont il ne subsiste plus qu'une partie des bases de granit. Les fûts ont intégralement disparu, peut-être constitués des tambours en calcaire dévorés par les chaufourniers byzantins. Du temple lui-même, il ne subsiste plus également aucun élément de pierre. Les fondations ont montré que le bâtiment a subi un agrandissement sensible dans le sanctuaire et dans le pylône. L'ensemble des constatations archéologiques correspond étonnamment aux inscriptions d'une statue de Panemerit, un ancien gouverneur de Tanis à la fin de la période ptolémaïque, et qui étaient difficilement compréhensibles quand elles étaient mises en relation avec le temple d'Amon.

## Homonymes et cinéma
Tanis est aussi un nom d'agglomération attesté dans le Fayoum antique.
Il est aussi celui d'une commune française de la Manche. On le rencontre même aux États-Unis. 
Bien que le film Les aventuriers de l'arche perdue ait été tourné au Maghreb, son action est censée se dérouler à Tanis. Une erreur y est d'ailleurs faite lorsque Indiana Jones, le héros du film, s'écrie au début « Les nazis ont découvert Tanis ! », alors que le site avait déjà été découvert longtemps avant.
C'est aussi le nom d'une présumée racine aux propriétés mystérieuses dans le roman et le film Rosemary's Baby.